# 耶洛克里克 (肯塔基州貝爾縣)
耶洛克里克（英語：Yellow Creek）是位於美國肯塔基州貝爾縣的一個鬼鎮。

## 地理
耶洛克里克所處的海拔為高於海平面411米（即1348英呎），而該地所採用的時區為UTC-5，即北美東部時區（EST）。同時該地設有夏令時間，為UTC-5調快一小時，即UTC-4（EDT）。